# Cheshmeh Malek
Cheshmeh Malek (persiska: ديوين, ديوجين, ديرچين, دَرِّه ديوين, چشمه ملک) är en ort i Iran.   Den ligger i provinsen Hamadan, i den nordvästra delen av landet, 290 km väster om huvudstaden Teheran. Cheshmeh Malek ligger 2 101 meter över havet och antalet invånare är 252.
Terrängen runt Cheshmeh Malek är varierad. Runt Cheshmeh Malek är det ganska tätbefolkat, med 199 invånare per kvadratkilometer. Närmaste större samhälle är Pasragad Branch, 3,2 km nordväst om Cheshmeh Malek. Runt Cheshmeh Malek är det i huvudsak tätbebyggt.